# Linda Chou

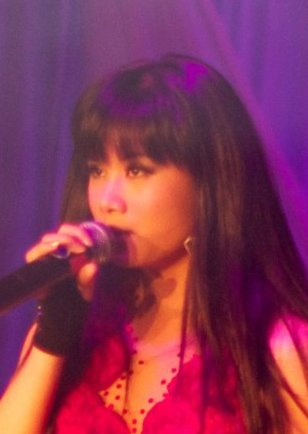
Linda Chou trong một buổi biểu diễn

Linda Chou (Linda Châu?) là một ca sĩ, nhạc sĩ người Mỹ mang trong mình dòng máu Đài Loan và Việt Nam. Cô được sinh ra tại tiểu bang California, cô học Đại học California tại San Diego và đã tốt nghiệp cử nhân ngành hóa dược. Linda đầu tiên được biết đến vào năm 2006 khi cô có buổi biểu diễn đầu tiên cho ETTV World Top Idol của Trung Quốc. Linda Chou thắng cuộc thi này, tạo được tiếng vang. Cô hiện tại đang hát cho Trung tâm Vân Sơn được biết đến với chương trình truyền hình cho người Mỹ gốc Việt của họ bao gồm ca khúc và tiểu phẩm hài. Với chất giọng khỏe, ngoại hình đẹp, khuôn mặt khả ái, cô được người hâm mộ đón nhận. Ca khúc biểu diễn thành công gồm bài hát "tình mãi bên nhau" (song ca với Andy Quách) và sau đó là ca khúc "Người tình mùa đông".